# José Esteban Solís
José Esteban Solís (Mérida, México, 1825 - ídem 1888) fue un ingeniero e inventor mexicano.
Concibió y desarrolló una máquina para desfibrar las pencas de henequén que facilitó la industrialización del agave en Yucatán. Gracias a este invento, patentado en 1857, la agroindustria henequenera alcanzó su máximo desarrollo al finalizar el siglo XIX, dándole a Yucatán la primacía en la industria de las fibras duras naturales a nivel mundial, lo que impulsó notablemente el desarrollo económico de la región.

## El invento de la desfibradora
En 1855 el gobierno de Yucatán organizó un concurso para que se creara una máquina que permitiera el proceso industrial de desfibrado o descorticado (raspado, se denomina en la agroindustria) de las hojas del henequén, en forma eficiente y al menor costo. Este concurso fue ganado por José E. Solís, otorgándosele más tarde la patente correspondiente.
La máquina que fue llamada Tren de raspa Solís, en honor a su inventor, permitió la rápida expansión de la agroindustria henequenera en Yucatán, dándole a toda la región una ventaja competitiva determinante en los mercados de las fibras naturales de la época. Estos mercados fueron a su vez ampliados por otro invento transformador: la engavilladora Mac-Cormik, que usó los hilos del henequén para el enfardelado del heno y de la paja, enfardelado (empacado) requerido en los países del norte que disponen de una intensa actividad ganadera estabulada.
Antes que Solís, otro inventor yucateco, Manuel Cecilio Villamor, había diseñado también una máquina con un principio parecido y que había sido construida en Nueva Orleans, también como respuesta a la convocatoria de 1855 lanzada por el gobierno del estado de Yucatán. Al terminarse esta máquina en los talleres norteamericanos, fue llevada a Conkal, en Yucatán, para ser demostrada en una hacienda henequenera. El equipo inventado por Villamor no funcionó como debía, desilusionando a su creador y a quienes lo habían promovido y patrocinado. A diferencia de eso, la máquina de Solís operó satisfactoriamente, aunque más tarde, en términos de eficiencia y costo.

## Litigio
Insatisfecho Villamor por el reconocimiento que se otorgó a la máquina de Esteban Solís y argumentando que él había diseñado el principio sobre el que operaba el equipo, entabló un juicio civil en contra de Solís, juicio que fue célebre en el Yucatán de la época tanto por su duración como por su encono. A la postre, los jueces dieron la razón a Esteban Solís, quien también obtuvo el premio ofrecido en un principio por el gobierno yucateco, entonces encabezado por Manuel Cepeda Peraza.